# Maxfield Parrish

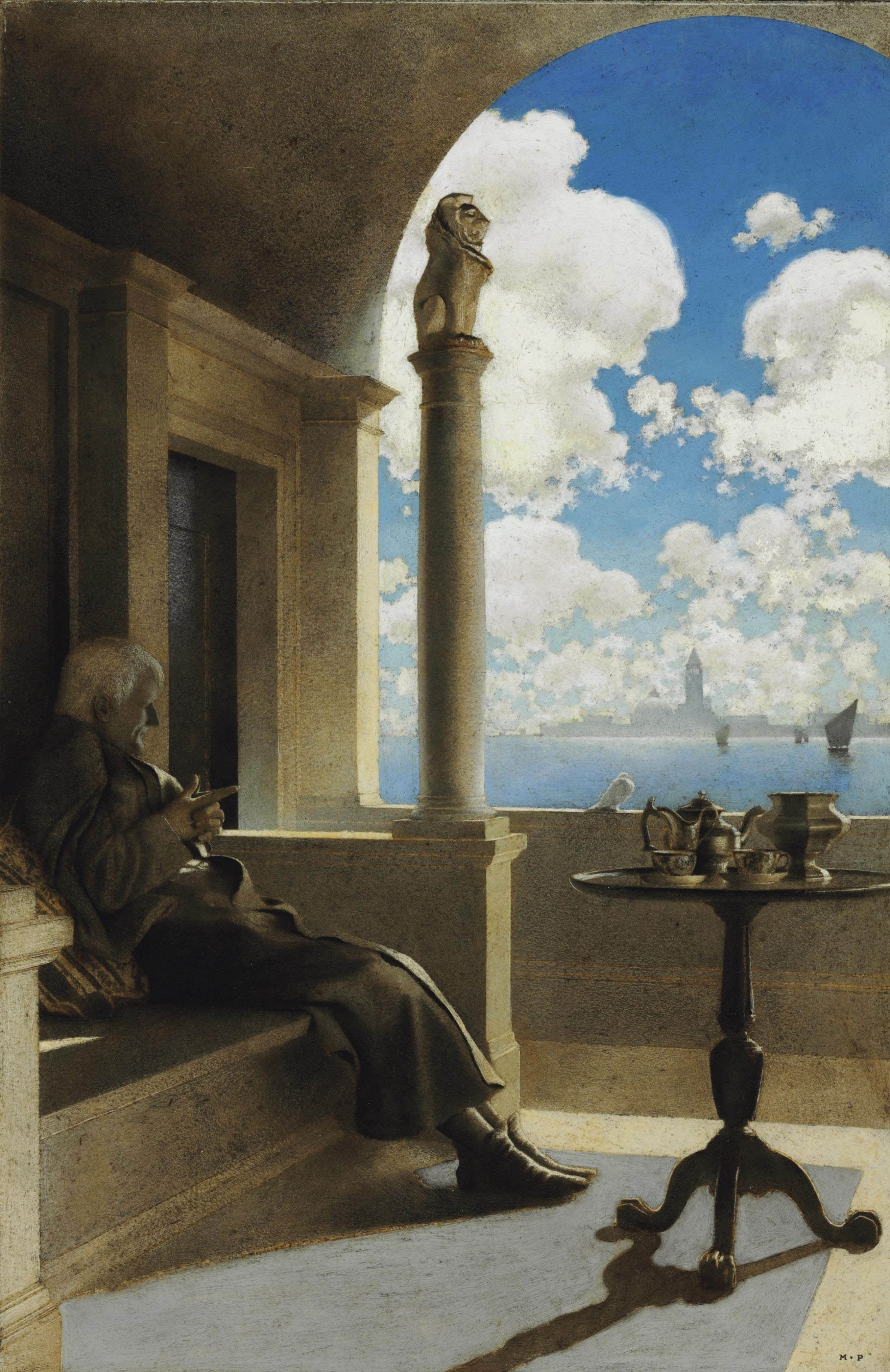
Pintura de Parrish de l'any 1901, titulada "L'arquebisbe assegut en el seu balcó a l'ombra"

Maxfield Parrish (25 de juliol del 1870, Filadèlfia - 30 de març del 1966, Cornish) fou un pintor, cartellista i il·lustrador estatunidenc. El seu pare fou el pintor i gravador Stephen Parrish. Fou deixeble de Howard Pyle. Estudià a l'Acadèmia Pennsilvània de Filadèlfia i a la de Belles Arts de Howars Pyle. Va ser membre d'algunes prestigioses acadèmies i associacions artístiques de prestigi, entre les quals destaca la National Academy of Design. Col·laborà amb les revistes Harper's, The Century i Scribner's. Al Museu Nacional d'Art de Catalunya es conserven obres seves.